# Rhinolophus darlingi
Rhinolophus darlingi — вид рукокрилих родини Підковикові (Rhinolophidae).

## Поширення
Країни проживання: Ангола, Ботсвана, Бурунді, Демократична Республіка Конго, Кенія, Малаві, Мозамбік, Намібія, Південна Африка, Есватіні, Танзанія, Замбія, Зімбабве. Пов'язаний з саванами і савановим рідколіссям. Залежить від печер, шахт, скелястих ділянок, будівель і аналогічних структур, які використовуються як житла.

## Загрози та охорона
Здається, немає серйозних загроз для даного виду. Цей вид присутній в багатьох охоронних територіях.